# Dienstbare Geister
Dienstbare Geister ist ein 106-minütiges, gesellschaftskritisches Hörspiel von Paul Plamper, das 2018 beim Deutschen Hörbuchpreis als bestes Hörspiel ausgezeichnet wurde. Es erzählt die Geschichte einer deutschen Auswanderin in die deutsche Kolonie Kamerun im Jahre 1905 und die Immigration eines jungen Kameruners nach Deutschland im Jahre 2015. Beide Geschichten werden als Parallelmontage mit dramaturgischen Mitteln verbunden.

## Handlung
Der erste Erzählstrang spielt 1905. Eine mittellose junge Frau aus Berlin wandert in die deutsche Kolonie in Kamerun aus. Ihr sozialer Aufstieg erfolgt auf Kosten der einheimischen Nachbarn und Bediensteten. Diese leisten beharrlichen, letztendlich aber vergeblich Widerstand gegen die Deutschen. Diese spielen sich durch Landraub und Zwangsarbeit als Kolonialherren auf.
Der zweite Erzählstrang spielt 2015. Ein junger Mann flieht aus Kamerun Richtung Deutschland, da er für sich keine andere Alternative sieht, als im reiche Europa. Nach harten inneren Kämpfen sichert er sich in Berlin eine feste Stelle. Seine innere Verbindung zu Kamerun verliert dabei immer mehr an Bedeutung. Eines Tages soll er im Auftrag seiner Chefin ein Projekt in Kamerun übernehmen, obwohl er nicht mehr in seine alte Heimat zurück möchte.

## Produktion
Dienstbare Geister ist eine Produktion des WDR in Koproduktion mit dem BR, dem Deutschlandfunk Kultur, dem MDR, der Ruhrtriennale und dem Maxim-Gorki-Theater. Gefördert wurde es durch die Film- und Medienstiftung NRW. Es wurde sowohl eine deutsche, englische und französische Fassung produziert.

## Sprecher
Die Schauspieler und Sprecher waren Sandra Hüller, Olivier Djommou, Cristin König, Britta Hammelstein, Richard Djif, Jacqueline Ekombo Itondo, Serge Fouha, Tobbit Dieudonné, Fabian Hinrichs u. a.
Die Regie führte der Autor des Stückes Paul Plamper.

## Veröffentlichung
Die Erstausstrahlung durch den WDR 3 erfolgte als Zweiteiler am 30. und 31. August 2017. Die erste Bühnenaufführung erfolgte während der Ruhrtriennale 2017. Die beiden Akte wurden parallel in zwei separaten Räumen gespielt. Während der Pause tauschten die Zuschauer die Räume um die andere Geschichte zu sehen. Die Räume waren akustisch nicht komplett gegeneinander gedämmt, sodass sich der jeweilige Nebenraum immer wieder bemerkbar macht.

„Die Kolonialzeit greift wie ein Poltergeist ins Heute, umgekehrt hört man in der Kolonialgeschichte Vorboten einer Zukunft, die an heute erinnert.“